# Beth Tweddle
Elizabeth « Beth » Kimberly Tweddle est une gymnaste britannique, née le 1er avril 1985 à Johannesburg, en Afrique du Sud.

## Palmarès

### Jeux olympiques
- Londres 2012
  - 6e au concours par équipes
  -  médaille de bronze aux barres asymétriques.

### Championnats du monde
- Anaheim 2003
  -  médaille de bronze aux barres asymétriques.
- Melbourne 2005
  -  médaille de bronze aux barres asymétriques.
- Aarhus 2006
  -  médaille d'or aux barres asymétriques.
- Londres 2009
  -  médaille d'or au sol.
- Rotterdam 2010
  -  médaille d'or aux barres asymétriques.

### Championnats d'Europe
- Patras 2002
  -  médaille de bronze aux barres asymétriques.
- Amsterdam 2004
  -  médaille d'argent aux barres asymétriques.
  -  médaille d'argent au sol.
- Volos 2006
  -  médaille d'or aux barres asymétriques.
- Amsterdam 2007
  -  médaille d'argent aux barres asymétriques.
- Clermont-Ferrand 2008
  -  médaille d'argent au sol.
- Milan 2009
  -  médaille d'or aux barres asymétriques.
  -  médaille d'or au sol.
- Birmingham 2010
  -  médaille d'or aux barres asymétriques.
  -  médaille d'or au sol.
  -  médaille d'argent au concours général par équipes.
- Berlin 2011
  -  médaille d'or aux barres asymétriques.

### Autres
- American Cup 2005 :
  -  3e au sol